# ریسندی
ریسندی (به پرتغالی: Resende) یک شهر و شهرستان برزیل در برزیل است که در ریو دو ژانیرو واقع شده‌است.

## خصوصیات
ریسندی ۱۲۵٬۲۱۴ نفر جمعیت دارد.